# بيل بورغس (لاعب دوري الرغبي)
بيل بورغس (بالإنجليزية: William Burgess)‏ هو لاعب دوري الرغبي بريطاني، ولد في 1939 في بارو إن فورنيس في المملكة المتحدة.